# Czesław Robotycki
Czesław Andrzej Robotycki (ur. 2 listopada 1944 w Radomyślu. zm. 19 stycznia 2014 w Krakowie) – etnolog i antropolog kulturowy, profesor nauk humanistycznych, nauczyciel akademicki Uniwersytetu Jagiellońskiego.

## Życiorys
Syn Zdzisława i Marii z d. Kowalik. W 1962 zdał maturę w II Liceum Ogólnokształcącym w Katowicach. W 1969 ukończył studia z zakresu etnologii na Wydziale Filozoficzno-Historycznym Uniwersytetu Jagiellońskiego. W 1977 obronił pracę doktorską, a w 1993 uzyskał stopień doktora habilitowanego, na podstawie rozprawy: Etnografia wobec kultury współczesnej. W 1999 otrzymał tytuł profesora nauk humanistycznych.
Był wykładowcą Uniwersytetu Jagiellońskiego. W latach 2000–2008 pełnił funkcję dyrektora Instytutu Etnologii i Antropologii Kulturowej UJ. Prowadził także wykłady na Uniwersytecie Wrocławskim (1999-2003), w Wyższej Szkole Sztuki i Projektowania w Łodzi (2004-2006) oraz w Dolnośląskiej Szkole Wyższej.
Jego zainteresowania badawcze obejmowały zagadnienia mityzacji i banalizacji kultury ludowej, formy ekspresji kulturowej, kultury regionalne, świadomość historyczną, a także zagadnienia identyfikacji grupowej. Wypromował 12 prac doktorskich.
Był członkiem prezydium Komitetu Nauk Etnologicznych Polskiej Akademii Nauk i redakcji pisma Konteksty. Polska Sztuka Ludowa. Był także prezesem Towarzystwa Przyjaciół „Piwnicy pod Baranami”.
Był żonaty (żona Maria z d. Janiszewska), miał pięcioro dzieci (Filip, Karolina, Aleksander, Justyna, Maria).
Pochowany 27 stycznia 2014 na cmentarzu Rakowickim w Krakowie.

## Wybrane publikacje
Prace zwarte 
1. Tradycja i obyczaj w środowisku wiejskim. Studium etnologiczne wsi Jurgów na Spiszu, Kraków 1980.
2. Etnografia wobec kultury współczesnej (Rozprawy habilitacyjne, nr 232), Kraków 1992.
3. (współautor M. Ekströmer) Environment and Pollution. Report from a pilot-study in Poland, „Reserach Reports”. From the Department of Sociology Lund University, Lund 1992.
4. Nie wszystko jest oczywiste, Kraków 1998.

Studia i artykuły 
1. Problemy badania moralności i obyczaju w środowisku wiejskim na przykładzie materiałów terenowych z Polskiego Spisza, ZNUJ, „Prace Etnograficzne” 1972, z. 6, s. 105–120.
2. Cywilizacja współczesna a społeczności plemienne, „Etnografia Polska” 1975, t. 19, z. 1, s. 197–205.
3. Współczesna cywilizacja a społeczności plemienne, Sprawozdania z Posiedzeń Komisji Naukowych PAN Oddział w Krakowie, 1974, styczeń – czerwiec, T. XVIII/1, Warszawa–Kraków 1975, s. 14–15.
4. Koncepcja etnografii Europy profesora Andrzeja Waligórskiego, Sprawozdania z Posiedzeń Komisji Naukowych PAN Oddział w Krakowie, 1974, lipiec–grudzień, T. XVIII/2, Warszawa–Kraków 1975, s. 409–410.
5. Etnografia Europy – Koncepcja Profesora Andrzeja Waligórskiego, ZNUJ, „Prace Etnograficzne” 1976, z. 9, s. 111–119.
6. Historia etnografii w twórczości Profesora A. Waligórskiego, ZNUJ, „Prace Etnograficzne” 1976, z. 9, s. 91–93.
7. Tradycja jako postawa wobec przeszłości, ZNUJ, „Prace Etnograficzne” 1977, z. 10, s. 49–65.
8. Poglądy na moralność w środowisku wiejskim (raport z badań), ZNUJ, „Prace Etnograficzne” 1978, z.11, s. 89–102.
9. Podmiotowe rozumienie tradycji. (Komunikat) [w:] Tradycja i nowoczesność wsi kapitalistycznej w przemysłowych regionach Polski środkowej, red. H. Brodowska, „Acta Universitatis Lodziensis, Zeszyty Naukowe UŁ, Nauki Humanistyczno-Społeczne, Folia Historica”, Seria I, 1979, z. 43, s. 167–171.
10. (współautorzy: Z. Benedyktowicz, L. Stomma, R. Tomicki i in.) Antropologia kultury w Polsce – dziedzictwo, pojęcia, inspiracje. Materiały do słownika, „Polska Sztuka Ludowa” 1980, nr 1, s. 47–59.
11. (współautorzy: Z. Benedyktowicz, L. Stomma, R. Tomicki i in.) Antropologia kultury w Polsce – dziedzictwo, pojęcia, inspiracje. Materiały do słownika, cz. II, „Polska Sztuka Ludowa” 1980, nr 2, s. 117–125.
12. (współautorzy: Z. Benedyktowicz, L. Stomma, J. S. Wasilewski), Antropologia kultury w Polsce – dziedzictwo, pojęcia, inspiracje. Materiały do słownika, cz. III, „Polska Sztuka Ludowa” 1981, nr 1, s. 58–60.
13. Łańcuch szczęścia w pół wieku później, „Polska Sztuka Ludowa” 1981, nr 1, s. 3–10.
14. Z zagadnień folkloru współczesnego „łańcuch szczęścia”, Sprawozdania z Posiedzeń Komisji Etnograficznej PAN Oddział w Krakowie, 1981, styczeń – czerwiec, T. XXIV/1, Wrocław–Kraków–Warszawa–Łódź 1982, s. 308.
15. (współautor S. Węglarz) Chłop potęgą jest i basta. O mityzacji kultury ludowej w nauce, „Polska Sztuka Ludowa” 1983, nr 1–2, s. 3–8.
16. (współautor W. Szpilka) W każdej bajce jest ułamek prawdy (o „funkcji” daru w bajce), ZNUJ, „Prace Etnograficzne” 1983, z.18, s. 81–100.
17. Myślenie typu ludowego w polskiej kulturze masowej (propozycje badawcze), „Etnografia Polska” 1985, t. 29, z. 1, s. 111–117 [także w: Folklorystyka. Materiały dla studentów filologii polskiej. Część I, wybór i oprac. P. Kowalski, T. Smolińska, Opole 1992, s. 61–65.
18. (współautor D. Czaja) Rodzina wiejska na Podlasiu – według tygodnika „Przyjaciółka”, „Polska Sztuka Ludowa” 1986, nr 3–4, s. 149–156.
19. Art a vista [w:] Aspects of Polish Folk Culture. An Anthology of Contemporary Research from The Department of Slavic Ethnography, Cracow, ed. R. Minich, „Bergen Studies in Social Anthropology” 1987, No. 38, s. 67–85.
20. Klejnot i reklama, „Polska Sztuka Ludowa” 1987 nr 1–4, s. 155–158.
21. Etnologiczne interpretacje w badaniach nad narodem – przykład polski, ZNUJ, „Prace Etnograficzne” 1988, z. 24, s. 59–76.
22. Biografia l’udového tvorcu ako umelecká pravda, „Slovenský národopis” Časopis Národopisného ústavu Slovenskej akadémie vied, Bratislava 1989, R. 37, c. 4, s. 596–601.
23. Biografia twórcy ludowego jako prawda artystyczna, ZNUJ, „Prace Etnograficzne” 1990, z. 27, s. 29–36.
24. Sztuka à vista. Folklor strajkowy, „Polska Sztuka Ludowa” 1990, nr 2, s. 44–49.
25. Śląska historia i śląska tradycja, „Śląskie Prace Etnograficzne” 1990, t. 1, s. 19–34.
26. Chłopska kultura tradycyjna [w:] Metodologiczne problemy współczesnych badań nad kulturą i tradycją. Materiały z konferencji naukowej zorganizowanej przez Zakład Etnografii Instytutu Archeologii i Etnografii Uniwersytetu Mikołaja Kopernika w Toruniu 22–24 V 1986 r., Rozprawy UMK, red. T. Karwicka, Toruń 1991, s. 7–13.
27. Materials from the conference on the position of ethnography among the humanities, ZNUJ, „Prace Etnograficzne” 1991, z. 28, s. 139–143.
28. Memoirs from the Past Peregrinations to the „Slavic South”. Ethnologist’ comments on a text from the beginning of the century, „Studia Ethnologica” 1991 (Zagreb), Vol. 3, s. 201–207.
29. Między historią a socjologią – etnologia wobec kwestii więzi narodowej, ZNUJ, „Prace Etnograficzne” 1991, z. 28, s. 83–100.
30. Wprowadzenie [w:] Etnografia wśród nauk humanistycznych, ZNUJ, „Prace Etnograficzne” 1991, z. 28, s. 7–11.
31. Wspomnienia z dawnych podróży na „Jug Słowiański”. Uwagi etnologa do tekstu z początku wieku, „Rocznik Muzealny”, Muzeum Ziemi Kujawskiej i Dobrzyńskiej, t. 4, Włocławek 1991, s. 257–264.
32. „Venus” z Bielska-Białej. Przykład analizy otoczenia wizualnego, „Polska Sztuka Ludowa – Konteksty” 1991, nr 2, s. 55–60.
33. Co kaplica na Długich Młakach pod Turbaczem „daje do myślenia”, „Polska Sztuka Ludowa – Konteksty” 1992, nr 1, s. 29–36.
34. Historia i tradycja – dwie kategorie opisu przeszłości, ZNUJ, „Prace Etnograficzne” 1992, z. 29, s. 15–20.
35. The „Chain of Luck”: A Gloss on a Text by Jan Stanisław Bystroń Fifty Years Later [in:] In Search of Paradigm, ed. A. Zambrzycka-Kunachowicz, Department of Ethnology Jagiellonian University, Cracow 1992, s. 97–113.
36. Wampiry. Od wierzeń ludowych do filmowych fantomów, „Polska Sztuka Ludowa – Konteksty” 1992, nr 3–4, s. 144–150.
37. Etnografia wobec samej siebie, ZNUJ, „Prace Etnograficzne” 1993, z. 32, s. 23–34.
38. Teorie kultury a muzea etnograficzne, red. M. Lipok Bierwiaczonek, Muzeum Śląskie w Katowicach, „Śląskie Prace Etnograficzne” 1993, t. 2, s. 9–17.
39. Kabaret „Piwnica pod Baranami”. Antropologiczna interpretacja formuły [w:] Klejnoty i sekrety Krakowa. Teksty z antropologii miasta, red. R. Godula, Kraków 1994, s. 265–290.
40. 40.	Moralny i strukturalny aspekt „Dobra” i „Zła” w bajce magicznej [w:] Pożegnanie paradygmatu? Etnologia wobec współczesności. Studia poświęcone pamięci Profesora Józefa Burszty, red. W. Burszta, J. Damrosz, Warszawa 1994, s. 167–180.
41. „Piwnica pod Baranami”– antropologiczna interpretacja formuły kabaretu, „Polska Sztuka Ludowa – Konteksty” 1994, nr 1–2, s. 61–72.
42. Przedmowa [w:] M. Fiderkiewicz, Śląscy „pariasi” pędzla i dłuta (1945–1993), Muzeum Śląskie w Katowicach, 1994, s. 7–10.
43. Reklama z zapomnianym kodem [w:] Mitologie popularne. Szkice z antropologii współczesności, red. D. Czaja, Kraków 1994, s. 119–127.
44. „Středni Evropa” Milana Kundery a jeji ohlas v Polsku, „Acta Universitatis Caroline – Philosophica et Historica I – Studia Ethnographica VIII”, Praha 1994, s. 47–53.
45. Antropologia kultury w Polsce – projekt urzeczywistniony, „Lud” 1995, t. 78, s. 227–243.
46. Badania porównawcze i baza danych o źródłach etnograficznych do kultury ludowej Karpat [w:] Układ słów kluczowych dla bazy danych o źródłach etnograficznych. (Kultura ludowa Karpat Polskich), red. C. Robotycki, Uniwersytet Jagielloński, Varia, t. CCCXLIII, Kraków 1995, s. 5–9.
47. Dialog kultur regionalnych z historią i polityką w tle [w:] Spotkania Orawskie. Materiały z sesji naukowych z lat 1987 –1990, Muzeum – Orawski Park Etnograficzny w Zubrzycy Górnej, Zubrzyca Górna 1995, s. 127–133.
48. Etos (komentarz) [w:] Układ słów kluczowych dla bazy danych o źródłach etnograficznych (kultura ludowa Karpat Polskich), red. C. Robotycki, Uniwersytet Jagielloński, Varia, t. CCCXLIII, Kraków 1995, s. 11–35.
49. Ludowość jako alternatywa i paradoks [w:] Folklorystyka. Dylematy i perspektywy, red. D. Simonides, Opole 1995, s. 151–157.
50. O banalizacji tekstów w etnologii [w:] Etnologia polska między ludoznawstwem a antropologią. Materiały z konferencji zorganizowanej w Poznaniu 26–27 maja 1994 r. przez Komitet Nauk Etnologicznych Polskiej Akademii Nauk i Instytut Etnologii i Antropologii Kulturowej Uniwersytetu im. Adama Mickiewicza, red. A. Posern-Zieliński, Prace Komitetu Nauk Etnologicznych PAN nr 6, Poznań 1995, s. 83–87.
51. Retoryka tekstu regionalistycznego [w:] Regionalizm – Regiony – Podhale. Materiały z sesji naukowej (Zakopane 4 –6 grudnia 1993 r.), red. J. M. Roszkowski, Zakopane 1995, s. 239–246.
52. The Anthropology of Culture in Poland. A Finished Project, Special Issue Published the Centennial of the Polish Ethnological Society and the Journal, „Lud” 1995, Vol. 79, s. 69–86.
53. Etnograficzne dèjá vu, „Polska Sztuka Ludowa – Konteksty” 1996, nr 1–2, s. 138–140.
54. Folk Character and Provincialism as an Alternative and Paradox – Exemplified by Polish Culture, „Narodna Umjetnost” Hrvatski časopis za etnologiju i folkloristiku, Zagreb 1996, Vol. 33, No. 2, s. 171–178.
55. Milana Kundery „Europa Środkowa” – Odbiór idei w Polsce, ZNUJ, „Prace Etnograficzne” 1996, z. 34, s. 63–69.
56. „Najwyższym szczęściem dzieci ziemi jest jedynie osobowość”. Z Marią Janion rozmawiają Zbigniew Benedyktowicz i Czesław Robotycki [w:] M. Janion, „Czy będziesz wiedział co przeżyłeś”, Warszawa 1996, s. 73–115.
57. The Antinomies of the Existence of a „Local Homeland” [in:] Borderlands, Culture, Identity, ed. R. Kantor, Institute of Ethnology Jagiellonian University, Cracow 1996, s. 39–43.
58. Współczesna sztuka ludowa jako konwencja – przykład plastyki [w:] Sztuka – nie sztuka? Materiały z konferencji naukowej zorganizowanej przez Galerię Sztuki „Na pograniczu” – Ośrodka Edukacji Kulturalnej MCK, red. M. Fiderkiewicz, Mysłowice 1996, s. 22–32.
59. Zielony – kolor nowej utopii [w:] Antropologiczne wędrówki po kulturze, red. W. Burszta, Poznań 1996, s. 47–59.
60. Historia, tradycja, antropologia (tezy), „Polska Sztuka Ludowa – Konteksty” 1997, nr 1–2, s. 44.
61. Jak opisać społeczność lokalną – przykład Wojnicza [w:] Wobec kultury. Problemy antropologa, red. G.E. Karpińska, „Łódzkie Studia Etnograficzne” 1996, t. 35, s. 23–30 [także w: „Studia Małopolskie” 1997, nr 1, s. 77–83 oraz „Zeszyty Wojnickie” 1997, nr 7, s. 3–6].
62. Megaplakat – megamedium? Kilka pytań [w:] II Międzynarodowa Wystawa Megaplakatu Niekomercyjnego. Megaposter – megamedium? Some questions [in:] II International Exhibition of Non Profit Megaposter, Warszawa 1997, s. 1–2 [katalog].
63. „O lice ziemi” w kontekstach myśli o kulturze [w:] Kultura a natura. W stulecie „Domu pod Jedlami” 1890–1997. Materiały sesji naukowej zorganizowanej w ramach Festiwalu Między Wawelem a Giewontem, Zakopane 9–11 X 1997, red. Z. Mirek, Z. Krzan, Kraków–Zakopane 1997, s. 41–46.
64. (współautorzy: E. Duszeńko-Król, M. Mrowiecki) „Prokes” – baza danych o źródłach do kultury ludowej Karpat [w:] Infobazy ’97 – bazy danych dla nauki. Materiały z konferencji organizowanej pod patronatem Komitetu Badań Naukowych, Gdańsk 23–25 czerwca 1997 r., red. A. Krutel, J. Poćwiardowska, J. Wyrwiński, Gdańsk 1997, s. 253–263.
65. Sztuka i perswazja tak zwanych billboardów, „Polska Sztuka Ludowa – Konteksty” 1997, nr 3–4, s. 132–133.
66. Świadomość własnej przeszłości mieszkańców Wojnicza, Sprawozdania z Posiedzeń Komisji Naukowych PAN Oddział w Krakowie, 1996, styczeń–czerwiec, T. XL/1, Kraków 1997, s. 5–6.
67. Ethos jako kategoria opisowa [w:] Rozważania o tradycji i ethosie, red. J. Baradziej, J. Goćkowski, Kraków 1998, s. 93–101.
68. Historia – folklor – tradycja a kwestia małej ojczyzny, „Krakowskie Studia Małopolskie” 1998, nr 2, s. 15–22.
69. Muzeum, miejsce dla rzeczy i idei [w:] Werbalizacja obrazu. Wyznania i perswazje, red. M.M. Kośko, Muzeum Narodowe w Poznaniu, Muzeum Etnograficzne, 1998, t. 1, s. 7–14.
70. O zbieraczu rzeczy ludowych z okolic Bochni w Małopolsce [w:] Wszystek krąg ziemski. Antropologia, historia, kultura. Prace ofiarowane Profesorowi Czesławowi Hernasowi, red. P. Kowalski, Wrocław 1998, s. 290–304.
71. Dowody z antropologii w rozważaniach socjologów wiedzy, w jej postmodernistycznych postaciach [w:] Transformacja, ponowoczesność wokół nas i w nas, red. A. Paluch, Katedra Etnologii Uniwersytetu Wrocławskiego, Wrocław 1999, s. 216–217.
72. Jaka kultura ludowa?, Sprawozdania z Posiedzeń Komisji Naukowych PAN Oddział w Krakowie, 1998, lipiec–grudzień, T. XLII/2, Kraków 1999, s. 13–14.
73. Ludowe pisanie historii (wstęp) [w:] J. Mytnik, Książki dla moich dzieci i innych ludzi... ręcznie spisane, „Zeszyty Wojnickie” I/1999, s. III–VI (wydanie specjalne).
74. Słowiańskie symbole – nowe konfiguracje i konteksty, ZNUJ, „Prace Etnograficzne” 1999, z. 35, s. 7–9.
75. Posłowie, [w:] Z. Benedyktowicz, Portrety „obcego”. Od stereotypu do symbolu, seria „Anthropos”, Kraków 2000, s. 193–197.
76. Szlacheckie remanenty obyczajowe w Krakowie [w:] Smak biesiady. Antropologiczne szkice o kulturze szlacheckiej i współczesnej, red. J. Eichstaedt, Towarzystwo Przyjaciół Muzeum Wnętrz Dworskich w Ożarowie, Ożarów 2000, s. 161–171.
77. Od redakcji – opis PRL–u jako problem epistemologiczny [w:] PRL z pamięci, red. C. Robotycki, ZNUJ, „Prace Etnograficzne” 2001, z. 36, s. 7–11.
78. (współautor Z. Libera) Wilamowice i okolice w wyobrażeniach ludowych [w:] Wilamowice. Przyroda, historia, język, kultura oraz społeczeństwo miasta i gminy, red. A. Barciak, Wilamowice 2001, s. 371–404.
79. Zastosowanie układu gniazdowego terminów i słownika słów kluczowych do systematyzacji zjawisk kultury [w:] Informacja, wiedza, gospodarka, red. W. Pindlowa, D. Pietruch-Reizes, „Prace PTIN”, nr 4, Warszawa 2001, s. 341–345.
80. Cabaretul „La Berbeci” – o interpretare antropologică a formulei cabaretului, [w:] Cracovia. Pagini de cultură europeană, coordonat C. Geambasu, Bucuresti 2002, s. 103–127.
81. Etos. Układ gniazdowy terminów [w:] Układ gniazdowy terminów i słownik słów kluczowych wybranych kategorii kultury. Etos, obrzędy, demonologia, magia, red. C. Robotycki, W. Babik, Kraków 2002, s. 15–35.
82. Hermeneutyka i życie. Na marginesie rozważań Dariusza Czai, „Polska Sztuka Ludowa – Konteksty” 2002, nr 3–4, s. 27–28.
83. Studia porównawcze i świadomość lokalna jako czynnik edukacji regionalnej [w:] Europa Środkowa – nowy wymiar dziedzictwa. Materiały międzynarodowej konferencji zorganizowanej w dniach 1–2 czerwca 2001, red. J. Purchla, Kraków 2002, s. 205–210.
84. współautor W. Babik), Wprowadzenie [w:] Układ gniazdowy terminów i słownik słów kluczowych wybranych kategorii kultury. Etos, obrzędy, demonologia, magia, red. C. Robotycki, W. Babik, Kraków 2002, s. 7–14.
85. Comparative Study and Local Consciousness as an Element of Regional Education [w:] Central Europe. A New Dimension of Heritage. International Conference 1–2 June 2001, ed. J. Purchla, Cracow, 2003, s. 201–206.
86. „Dezyderata” z kabaretu „Piwnica pod Baranami” – apokryf współczesnej kultury [w:] Nie-złota legenda. Kanoniczność i apokryficzność w kulturze, red. J. Eichstaedt, K. Piątkowski, „Colloquia Ethnologica”, t. 1, Towarzystwo Przyjaciół Wnętrz Dworskich w Ożarowie, Ożarów 2003, s. 171–184.
87. Ethnicity and Identity: Some Interpretive Suggestions [w:] Cultural Identity and Ethnicity in Central Europe. Proceedings of the International Conference on Ethnic and National Minorities in Central and Eastern Europe, Jagiellonian University, Cracow, May 11-16, 2000, ZNUJ, „Prace Etnograficzne” 2003, z. 37, s. 9–15.
88. Horst Bienek i jego podróż na Śląsk [w:] Wędrować, pielgrzymować, być turystą. Podróż w dyskursach kultury. Studia pod red. P. Kowalskiego, Opole 2003, s. 177–188.
89. Obrzęd weselny jako stan zawieszenia w rytuale przejścia. „Wesele” Stanisława Wyspiańskiego z perspektywy antropologii kultury [w:] Magia „Wesela”, red. J. Michalik, A. Stafiej, Kraków 2003, s. 117–125.
90. O „Piwnicy” bez anegdot i cytatów, Pismo Galerii Krytyków „Pokaz” 2003, nr 35, s. 9–10.
91. Pamięć PRL – antropolog wobec doświadczenia własnej kultury, „Polska Sztuka Ludowa – Konteksty” 2003, nr 3–4, s. 66–70.
92. Artyści o tożsamości [w:] A. Janicki, Identity. Katalog, red. M. Gadomska, W. Turopolski, Bunkier Sztuki – Galeria Sztuki Współczesnej, Kraków 2005, s. 10–17.
93. (współautorzy: W. Babik, E. Duszeńko-Król i in.) Słownik słów kluczowych [w:] Układ gniazdowy terminów i słownik słów kluczowych wybranych kategorii kultury. Medycyna ludowa, Kraków 2005, s. 137–159.
94. (współautor T. Węcławowicz) Średniowieczny i współczesny Kraków. Mit, którym żyjemy [w:] Legendy i tajemnice Krakowa. Od króla Kraka do Piotra Skrzyneckiego. Katalog wystawy, koncepcja wystawy M. Lempart, red. Z. Czarnecka, fot. R. Korzeniowski, Muzeum Historyczne Miasta Krakowa 2005, s. 23–44.
95. Kicz – „kilka myśli… co nie nowe” [w:] Kicz w kulturze, red. M. Fiderkiewicz, Muzeum Śląskie, Katowice 2006, s. 13–19.
96. Wczoraj i dziś patriotyzmu, „Dekada Literacka” 2006, nr 6, s. 8–20.
97. „Prowincja” z antropologicznego punktu widzenia [w:] Pochwała prowincji, konferencja etnologiczna, Sandomierz 24–25 maja 2007, red. I. Godyń, K. Batko, J. Masłowiec i in., Sandomierz 2007, s. 11–19.
98. Przeciw Kopalińskiemu w stronę Bartmińskiego. O polskim słowniku stereotypów i symboli ludowych, „Polska Sztuka Ludowa – Konteksty” 2007, nr 1, s. 129–134.
99. Zmiany znaczeń i sensów pojęć: patriotyzm, ojczyzna, mała ojczyzna [w:] Rola edukacji regionalnej w kształtowaniu postaw patriotycznych. Konferencja naukowo–dydaktyczna 22 marca 2007 r., red. K. Hadasz, Siemianowice Śląskie 2007, s. 7–13.
100. „Prowincja” z antropologicznego punktu widzenia. Refleksja z perspektywy dylematów komunikacji kulturowej, „Polska Sztuka Ludowa – Konteksty” 2008, nr 2, s. 7–13.
101. „Ta nasza młodość” – rozwijanie znaczeń,  „Dekada Literacka” 2008, nr 5/6, s. 22–29.
102. Wielokulturowość i tolerancja w tradycjach Polski  [w:] Kultura w dialogu. Kampania 1001 działań na rzecz dialogu w Polsce. Multikulturalism and Tolerance in Polish Tradiation [in:] Culture in Dialogue. 1001 actions for dialogue campaign in Poland, red. J. Santera-Szeliga, R. Kusek, Międzynarodowe Centrum Kultury. International Cultural Centre, Cracow, Kraków 2008, s. 27–41.
103. Czy można współcześnie tworzyć muzea etnograficzne?, „Etnografia Nowa” 2009, nr 1, PME, Warszawa, s. 7–12.
104. (współautor A. Pochłódka) Kultura ludowa w dramatach Wyspiańskiego w kontekście współczesnej wiedzy antropologicznej [w:] Stanisław Wyspiański. W labiryncie świata, myśli i sztuki, red. A. Czabanowska-Wróbel, Kraków 2009, s. 95–105.
105. Ludyczność dawnego Krakowa a jego ludowość [w:] Kraków ludyczny. Materiały sesji naukowej odbytej 19 kwietnia 2008 roku, red. J. M. Małecki, Towarzystwo Miłośników Historii i Zabytków Krakowa, Kraków 2009, s. 7–16.
106. Machines and People according to Łukasz Skąpski [in:] Machines. Homemade tractors from Podhale, Poland. Maszyny i ludzie według Łukasza Skąpskiego [w:] Maszyny. „Samy” z Podhala, photos: Ł. Skąpski, transl. from the Polish: Soren Gauger et al., Kraków 2009, s. 223–230.
107. Horsta Bienka dom z gazet, „Polska Sztuka Ludowa – Konteksty” 2010, nr 2–3, s. 60–67.
108. Kraków – „stołeczność przywrócona” [w:] Kraków stołeczny. Materiały sesji naukowej odbytej 18 kwietnia 2009 roku, Towarzystwo Miłośników Historii i Zabytków Krakowa, Kraków 2010, s. 93–101.
109. La fabrication d’un texte authentique, „Ethnologie Française” 2010, XL, 2, s. 285–294.
110. O wieloetniczności współczesnej Polski (antropologiczne zastrzeżenia etnografa) [w:] W stronę nowej wielokulturowości, red. R. Kusek, J. Sanetra-Szeliga, tłum. z jęz. pol. E. Kowal, MCK, Kraków 2010, s. 79–113. Multiethnicity in contemporary Poland (an ethnographer’s anthropological reservations) [in:] Towards a new multicultulralism, ed. R. Kusek, J. Santera-Szeliga, ICC, Krakow 2010, s. 79–113.
111. Antropologia i historia w Polsce na XVIII Powszechnym Zjeździe Historyków Polskich, „Polska Sztuka Ludowa – Konteksty” 2011, nr 2–3, s. 3–5.
112. Historia, tradycja, antropologia – tezy na nowo przemyślane, „Rocznik Antropologii Historii” 2011, R. I, nr 1–2, s. 217– 221 [także w: Atena i Arachne, która z nich piękniej tkaninę wyszywa. Historia i antropologia, red. J. Eichstaedt, K. Piątkowski, „Colloquia Ethnologica”, t. 2, Ożarów–Wieluń 2012, s. 33–36].
113. Ludowe i amatorskie pisanie historii, „Polska Sztuka Ludowa – Konteksty” 2011, nr 2–3, s. 40–44.
114. Dyskusje o pograniczu antropologii kulturowej i historii nie będą miały końca (i o to chodzi). (Na marginesie polskiego wydania książki Roberta Darntona pt. Wielka masakra kotów i inne epizody francuskiej historii kulturowej), „Rocznik Antropologii Historii” 2012, R. II, nr 2(3), s. 17–20.
115. Społeczność lokalna a współczesny regionalizm i tożsamość lokalna, „Zeszyty Etnologii Wrocławskiej” 2012 nr 2(17), s. 19–41, http://zew.info.pl/files/robotycki17.pdf (20.11.2013).
116. Antropolog na ścieżkach świata i wartości, „Polska Sztuka Ludowa – Konteksty” 2013, nr 1, s. 15–18.
117. Wielkomiejskie środowisko artystyczne na przykładzie kręgu przyjaciół „Piwnicy pod Baranami”, „Polska Sztuka Ludowa – Konteksty” 2013, nr 2, s. 175–182.
118. Wprowadzenie [w:] M. Krupa, P. Mazik, K. Szpilka, Ślady, szlaki, ścieżki. Pośród tatrzańskich i zakopiańskich wyobrażeń, Zakopane 2013, s. 8–13 [tekst s. 9–12].
119. Współczesna plastyka ludowa jako konwencja – uzupełnienia po latach, ZNUJ „Prace Etnograficzne” 2013, t. 41, nr 1, s. 1–13, doi: 10.4467/22999558.PE.13.001.1030 (data publikacji online: 9.04.2013 [także w: Kultura ludowa. Teorie, praktyki, polityki, red. B. Fatyga i R. Michalski, 2014, s. 289–303].
120. [wypowiedź ] O kulturze ludowej: nigdy nie było? Jest czy jej nie ma? Sonda internetowa. Głosy badaczy [w:] Kultura ludowa. Teorie, praktyki, polityki, red. B. Fatyga, R. Michalski, Warszawa 2014, s. 81–84.
121. Moja etnografia – spojrzenie z oddali, oprac. J. Kowalewski, „Polska Sztuka Ludowa – Konteksty” 2014, nr 1, s. 236–247.

 
Redakcje
1. Sekretarz redakcji ZNUJ, „Prace Etnograficzne” (1976–1978, z. 9–11).
2. Redaktor serii etnograficznej ZNUJ, „Prace Etnograficzne” (1994–2003, z. 33–37).
3. Członek rady redakcyjnej „Polska Sztuka Ludowa” (1988–1990).
4. Stały współpracownik „Polska Sztuka Ludowa – Konteksty” (1991– 1998 [do nr 1–2]).
5. Członek redakcji „Polska Sztuka Ludowa – Konteksty” (od 1998 [od nr 3–4]).
6. Członek rady naukowej „Studia Etnologiczne i Antropologiczne” (od 1997).
7. Członek zespołu redakcyjnego „Studia Małopolskie” (1997).
8. Członek zespołu redakcyjnego „Krakowskie Studia Małopolskie” (1998–2002).
9. Redaktor serii wydawniczej „Anthropos” (od 1998 – 25 tytułów).
10. Przewodniczący rady programowej serii wydawniczej „Cultura” (od 2003 – 68 tytułów).
11. Członek rady redakcyjnej „Colloquia Ethnologica” (od 2003).
12. Członek komitetu redakcyjnego „Dzieła Wszystkie Oskara Kolberga” (2004–2011).
13. Członek rady redakcyjnej „Lud” (od 2007).
14. Członek redakcji „Studia Romanologica” (od 2008).
15. Członek rady naukowej „Rocznik Antropologii Historii” (od 2011).

Oprac. Elżbieta Duszeńko-Król